# Mulloidichthys
Mulloidichthys è un genere comprendente 7 specie di pesci tropicali d'acqua salata, appartenenti alla famiglia Mullidae.

## Etimologia
Il nome scientifico del genere deriva dall'unione delle parole mullus (dal latino), molle + ichthys (dal greco) pesce.

## Distribuzione e habitat
Queste specie sono diffuse nelle acque dell'Indo-Pacifico, dalle coste africane a quelle americane. Soltanto una specie, Mulloidichthys martinicus, è diffusa nell'Oceano Atlantico occidentale, dal Brasile alla Florida, soprattutto nel Mar dei Caraibi.

## Descrizione
Tutte le specie di Mulloidichthys presentano un corpo allungato, piuttosto compresso ai fianchi, con testa arrotondata, profilo dorsale arcuato e ventre piatto. Le pinne sono corte e triangolari, (sono presenti due pinne dorsali), la caudale è ampia, fortemente bilobata. Dalla bocca pendono due robusti barbigli mobili. 
Le dimensioni variano dai 25 ai 40 cm, secondo la specie.

## Tassonomia
In questo genere sono riconosciute 7 specie:
- Mulloidichthys ayliffeUiblein, 2011
- Mulloidichthys dentatus (Gill, 1862)
- Mulloidichthys flavolineatus (Lacépède, 1801)
- Mulloidichthys martinicus (Cuvier, 1829)
- Mulloidichthys mimicus Randall & Guézé, 1980
- Mulloidichthys pfluegeri (Steindachner, 1900)
- Mulloidichthys vanicolensis (Valenciennes, 1831)